# Son Borràs de Passatemps
Son Borràs és una possessió de Santa Maria del Camí situada a la contrada de Passatemps, entre Son Seguí, Son Crespí, la carretera de Sencelles, el camí de Sant Jordi i Puntiró. L'any 1995 tenia 50,35 Ha. El 1995 ocupava 50,36 ha.
L'any 1541 l'esposa de Simó Roca va vendre aquesta propietat a Antoni Borràs d'Alaró. A partir d'aleshores prengué el nom de Son Borràs. El fill del nou propietari la repartí entre els seus fills Antoni i Joan Borràs, iniciant d'aquesta manera una fragmentació que ha anat augmentant amb el pas del temps. El 1729 les seves fites arribaven fins al Camí de Pòrtol (antigament esmentat sempre com el Camí de Sant Jordi) i l'honor Andreu Canyelles Sucrer en tenia 50 quarterades de vinya.